# Prvenstvo Jugoslavije u košarci 1955.
Prvenstvo Jugoslavije u košarci za 1955. godinu je deseti put zaredom osvojila momčad Crvene zvezde iz Beograda.

## Savezna liga
| poz | klub                  | ut | pob | neod | por | koševi    | bod |
| --- | --------------------- | -- | --- | ---- | --- | --------- | --- |
| 1.  | Crvena zvezda Beograd | 18 | 14  | 1    | 3   | 1273:1009 | 29  |
| 2.  | Proleter Zrenjanin    | 18 | 12  | 2    | 4   | 1299:1071 | 26  |
| 3.  | Partizan Beograd      | 18 | 10  | 2    | 6   | 1150:1137 | 22  |
| 4.  | Olimpija Ljubljana    | 18 | 9   | 1    | 8   | 1067:999  | 19  |
| 5.  | Ljubljana             | 18 | 9   | 1    | 8   | 1067:1143 | 19  |
| 6.  | Lokomotiva Zagreb     | 18 | 8   | 0    | 10  | 1059:1070 | 16  |
| 7.  | Montažno Zagreb       | 18 | 8   | 0    | 10  | 1138:1163 | 16  |
| 8.  | Mladost Zagreb        | 18 | 6   | 4    | 8   | 1093:1148 | 16  |
| 9.  | BSK Beograd           | 18 | 7   | 1    | 10  | 1058:1082 | 15  |
| 10. | ŽKK Maribor           | 18 | 1   | 0    | 17  | 991:1373  | 2   |

## Republička prvenstva

### Hrvatska
| poz | klub                 | ut                     | pob                    | neod                   | por                    | koševi                 | bod                    |
| --- | -------------------- | ---------------------- | ---------------------- | ---------------------- | ---------------------- | ---------------------- | ---------------------- |
| 1.  | Željezničar Karlovac |                        |                        |                        |                        |                        | 18                     |
| 2.  | Zadar                |                        |                        |                        |                        |                        | 17                     |
| 3.  | Nafta Rijeka         |                        |                        |                        |                        |                        | 16                     |
| 4.  | Elektrostroj Zagreb  |                        |                        |                        |                        |                        | 16                     |
| 5.  | Metalac Karlovac     |                        |                        |                        |                        |                        | 8                      |
| 6.  | Metalac Zagreb       |                        |                        |                        |                        |                        | 7                      |
| 7.  | Treći Maj Split      |                        |                        |                        |                        |                        | 2                      |
| 8.  | Uljanik Pula         | istupili iz natjevanja | istupili iz natjevanja | istupili iz natjevanja | istupili iz natjevanja | istupili iz natjevanja | istupili iz natjevanja |

#### Kvalifikacije za prvenstvo Hrvatske
Igrano u Dugoj Resi od 22- do 24. travnja 1955.
| poz | klub                | ut | pob | neod | por | koševi | bod |
| --- | ------------------- | -- | --- | ---- | --- | ------ | --- |
| 1.  | Uljanik Pula        |    |     |      |     |        | 6   |
| 2.  | Treći Maj Split     |    |     |      |     |        | 4   |
| 3.  | Split               |    |     |      |     |        | 2   |
| 4.  | Tekstilac Duga Resa |    |     |      |     |        | 0   |